# Lisa Wusits
Lisa Wusits (* 28. November 1997) ist eine österreichische Grasskiläuferin. Sie gehört dem Juniorenkader des Österreichischen Skiverbandes an, wurde 2012 Juniorenweltmeisterin im Slalom und erreichte bisher einen Podestplatz im Weltcup.

## Karriere
Wusits gab zu Beginn der Saison 2012 im Alter von 14 Jahren ihr Debüt im Weltcup. Bereits im zweiten Rennen, dem Slalom von Triest am 24. Juni, erreichte sie als Dritte ihre erste Podestplatzierung. Bei FIS-Rennen fuhr sie im August ebenfalls auf das Podest, in Weltcuprennen kam sie jedoch bis Saisonende, auch aufgrund mehrerer Ausfälle, nicht mehr an dieses Ergebnis heran. Den Gesamtweltcup beendete sie an zwölfter Position. Gute Resultate gelangen Wusits als jüngste Teilnehmerin bei der Juniorenweltmeisterschaft 2012 in Burbach: Sie gewann die Goldmedaille im Slalom sowie die Bronzemedaille im Riesenslalom und wurde jeweils Fünfte in Super-G und Super-Kombination.

## Erfolge

### Weltmeisterschaften
- Grasski-Weltmeisterschaft 2013 / Shichikashuku (Japan): 1. Slalom, 2. Super-Kombination

### Juniorenweltmeisterschaften
- Burbach 2012/DE: 1. Slalom, 3. Riesenslalom, 5. Super-G, 5. Super-Kombination
- Grasski-Juniorenweltmeisterschaft 2013/Rettenbach 2013/AT: 2. Riesenslalom
- Grasski-Juniorenweltmeisterschaft 2014/San Sicario 2014/IT: 3. Super-Kombination, 4. Super-G, 5. Slalom

### Weltcup
- 2 Siege
- 4 Podestplätze